# Надра Банк
«На́дра Ба́нк» — колишній український банк, заснований у 1993 році, мав головним офіс у м. Київ. Згідно з даними НБУ, банк «Надра» станом на 1 липня 2014 року за розміром загальних активів посідав 9 місце (37,109 млрд гривень) серед 173 активних у країні банків. Входив до Group DF, українського підприємця Дмитра Фірташа.
Станом на 2013 рік, обслуговував близько 1 мільйона фізичних осіб, 60 тис. клієнтів малого та середнього бізнесу та 5,3 тис. корпоративних клієнтів. Надра Банк займав 4-у позицію серед українських банків за широтою охоплення регіональної мережі, яка становила 543 відділень і філій, в яких працювало понад 6 тисяч осіб.
5 лютого 2015 року Національний банк України визнав банк «Надра» неплатоспроможним.
5 червня 2015 року Національний банк України ухвалив рішення про ліквідацію банку «Надра».

## Історія
Банк був зареєстрований в НБУ 26 жовтня 1993 року. У 1995 році банк здійснив першу в історії України угоду про поглинання, об'єднавшись з АБ «Вугільпрогресбанк». У 2000 році міжнародні рейтингові агентства Thomson Financial BankWatch та FITCH IBCA присвоїли банку найвищий для України рейтинг. У 2007 році був проведений ребрендинг банку. Станом на 2008 рік банк входив до п'ятірки найбільших банків України за чистим прибутком і абсолютним приростом активів.
Активи банку на 1 жовтня 2008 р. склали 26 млрд 186 млн ₴., зобов'язання — 24 млрд 52 млн ₴., власний капітал — 2 млрд 134 млн ₴. Статутний капітал банку на 1 жовтня 2008 р. склав 321 млрд 763 млн ₴.
У листопаді 2008 року Group DF підписала угоду про придбання контрольного пакету акцій банку «Надра». Group DF — міжнародна холдингова компанія, що включає портфель діючих підприємств і інвестицій, і належить відомому українському підприємцю Дмитру Фірташу. Активи Групи зосереджені в таких галузях, як енергетика, хімічна промисловість, нерухомість і енергетична інфраструктура. Group DF контролює такі ключові компанії: Centragas, яка, у свою чергу, володіє 50 % акцій газорозподільної і газоторгової компанії «РосУкрЕнерго»; Emfesz — угорська газоторгова компанія і постачальник енергетичних послуг; холдингова компанія OSTCHEM Holding AG, до якої входять декілька хімічних підприємств у Східній Європі.
Станом на 01.01.2011 року акціонерами Банку були кіпрські компанії «NOVARTIK TRADING LIMITED (НОВАРТІК ТРЕЙДІНГ ЛІМІТЕД)» та «MANMADE ENTERPRISES LIMITED (МЕНМЕЙД ЕНТЕРПРАЙЗЕС ЛІМІТЕД)», які володіють відповідно 60,9967 % і 30,7406 % у статутному капіталі.

### Тимчасова адміністрація
10 лютого 2009 року постановою НБУ до Надра Банку було введено тимчасову адміністрацію терміном на 1 (один) рік. Тимчасовим адміністратором призначено фізичну особу — незалежного експерта Жуковську Валентину Борисівну. 10 лютого 2010 року НБУ продовжив термін тимчасової адміністрації Надра Банку ще на 1 (один) рік.
З 4 лютого 2011 року Надра Банк здійснює свою фінансову діяльність як акціонерне товариство публічного типу. У зв'язку з проведенням державної реєстрації статуту в новій редакції найменування ВАТ «Комерційний банк „Надра“» змінено на ПАТ «Комерційний банк „Надра“».
11 лютого 2011 року постановою Правління НБУ № 38 було продовжено термін дії тимчасової адміністрації у Надра Банку на строк, необхідний для завершення капіталізації ВАТ КБ «Надра» з метою його фінансового оздоровлення, але не більше ніж до 12.08.2011. Також у постанові йде мова про нового акціонера, яким виявилась Компанія «Центрагаз Холдинг АГ».
5 лютого 2015 року Національний банк України визнав неплатоспроможним банк «Надра». Основна причина зарахування банку до категорії неплатоспроможних — недокапіталізація банку відповідно до вимог стрес-тестування і неприведення діяльності у відповідність до вимог законодавства.

### Спонсорство
З червня 2013 року Надра Банк був титульним спонсором української футбольної команди київського «Динамо».

## Структура власництва
Станом на 1 січня 2013 року структура власності була такою:
| Власник Акцій                                          | Власник звичайних акцій | Відсоток економічних прав |
| Дмитро Фірташ (90 %) та Grenar Enterprises Ltd. (10 %) | ?                       | 89.96591 %                |
| Міноритарні власники акцій                             | ?                       | 10.0340900 %              |
| Загалом                                                | ?                       | 100 %                     |